# 尼卡歐白魚
伊茲尼克歐白魚（学名：Alburnus nicaeensis）为輻鰭魚綱鯉形目雅羅魚科歐白魚屬的一個種，該物種曾分布於亞洲土耳其伊兹尼克湖，棲息在中底層水域，現已經被IUCN評為絕滅物種。